# Нойфельд, Элизабет
Элизабет Фондал Нойфельд (англ. Elizabeth Fondal Neufeld; род. 27 сентября 1928, Париж) — французско-американский биохимик и генетик, её исследования были сосредоточены на генетических основах метаболических заболеваний у людей. Доктор философии (1956), эмерит-профессор Калифорнийского университета, многолетняя сотрудница Национальных институтов здравоохранения США, член Национальной академии наук и Американского философского общества (1993).

## Биография
Нойфельд и её русско-еврейская семья эмигрировали в США из Парижа в 1940 году; они покинули Европу как беженцы, спасаясь от преследований нацистов. Семья поселилась в Нью-Йорке, где она училась в средней школе Хантер-колледжа, а затем окончила Куинс-колледж в 1948 году со степенью бакалавра наук. Элизабет продолжила работать ассистентом-исследователем в лаборатории Джексона в Бар-Харборе, штат Мэн, изучая заболевания крови у мышей. Позже она поступила в аспирантуру Калифорнийского университета в Беркли, где получила степень доктора философии. в 1956 г. за работу по нуклеотидам и сложным углеводам.
Нойфельд вышла на пенсию в 2004 году из Калифорнийского университета в Лос-Анджелесе с должности заведующего кафедрой биологической химии, которую она занимала с 1984 года.
В 1977 году избрана членом Американской академии искусств и наук.
Нойфельд была награждена премией Вольфа, премией Альберта Ласкера за клинические медицинские исследования и награждена Национальной медалью науки в 1994 году «за её вклад в понимание лизосомных болезней накопления, демонстрирующий тесную связь между фундаментальными и прикладными научными исследованиями».

## Награды
- William Allan Award[англ.] (1982)
- Премия Ласкера (1982)
- Премия Вольфа (1988)
- Национальная научная медаль США (1994)